# Communauté de communes de la Porte des Vosges Méridionales
La communauté de communes de la Porte des Vosges Méridionales (CCPVM) est une communauté de communes française située dans le département des Vosges dans la région Grand Est.

## Historique
La communauté de communes est créée au 1er janvier 2017 par un arrêté en date du 21 novembre 2016 par la fusion de la communauté de communes de la Porte des Hautes-Vosges et de la communauté de communes des Vosges Méridionales avec extension à la commune de Saint-Amé (issue de la communauté de communes Terre de Granite).
Le site du Massif vosgien, inscrit au titre de la loi du 2 mai 1930, regroupe 14 Schéma de cohérence territoriale (SCOT) qui ont tout ou partie de leur territoire sur le périmètre du massif des Vosges.

## Territoire communautaire

### Géographie
Les dix communes de la Communauté de Communes de la Porte des Vosges Méridionales (Dommartin‑lès‑Remiremont, Eloyes, Girmont‑Val‑d’Ajol, Le Val‑d’Ajol, Plombières‑les‑Bains, Remiremont, Saint‑Amé, Saint‑Etienne‑lès‑Remiremont, Saint‑Nabord, Vecoux) couvrent une superficie de 263 km². 32.9% du territoire est occupé par les surfaces agricoles, 59.5 % du territoire est couvert par les forêts et les milieux naturels, 7.6% du territoire est artificialisé, taux le plus élevé des intercommunalités du département. 

#### Géologie et relief
Hydrogéologie et climatologie : Système d’information pour la gestion des eaux souterraines du bassin Rhin-Meuse. Les cartes géologiques au 1/50 000 du BRGM permettent de connaître les formations géologiques du territoire communal présentes à l'affleurement ou en subsurface:
Territoire communal : Occupation du sol (Corinne Land Cover); Cours d'eau (BD Carthage),
Géologie : Carte géologique; Coupes géologiques et techniques,
 Hydrogéologie : Masses d'eau souterraine; BD Lisa; Cartes piézométriques.

### Composition
La communauté de communes est composée des 10 communes suivantes :

| Nom                                  | Code Insee | Gentilé        | Superficie (km2) | Population (dernière pop. légale) | Densité (hab./km2) |
| ------------------------------------ | ---------- | -------------- | ---------------- | --------------------------------- | ------------------ |
| Saint-Étienne-lès-Remiremont (siège) | 88415      | Stéphanois     | 33,81            | 3 814 (2022)                      | 113                |
| Dommartin-lès-Remiremont             | 88148      | Picosés        | 21,08            | 1 900 (2022)                      | 90                 |
| Éloyes                               | 88158      | Loyas          | 12,51            | 3 117 (2022)                      | 249                |
| Girmont-Val-d'Ajol                   | 88205      | Girmontois     | 16,67            | 256 (2022)                        | 15                 |
| Plombières-les-Bains                 | 88351      | Plombinois     | 27,2             | 1 571 (2022)                      | 58                 |
| Remiremont                           | 88383      | Romarimontains | 18               | 7 500 (2022)                      | 417                |
| Saint-Amé                            | 88409      | Stamésiens     | 8,07             | 2 140 (2022)                      | 265                |
| Saint-Nabord                         | 88429      | Navoiriauds    | 38,5             | 3 983 (2022)                      | 103                |
| Le Val-d'Ajol                        | 88487      | Ajolais        | 73,33            | 3 873 (2022)                      | 53                 |
| Vecoux                               | 88498      | Picosés        | 13,6             | 863 (2022)                        | 63                 |

### Démographie
| 1968   | 1975   | 1982   | 1990   | 1999   | 2010   | 2015   | 2021   |
| ------ | ------ | ------ | ------ | ------ | ------ | ------ | ------ |
| 31 388 | 33 533 | 33 920 | 32 139 | 31 244 | 30 314 | 29 683 | 29 080 |

## Administration

### Siège
Le siège de la communauté de communes est situé 4 rue des Grands Moulins à Saint-Étienne-lès-Remiremont,.

### Les élus
Le conseil communautaire de la communauté de communes se compose de 32 conseillers, élus pour une durée de six ans.
Ils sont répartis comme suit :
| Nombre de conseillers | Communes                                                  |
| --------------------- | --------------------------------------------------------- |
| 9                     | Remiremont                                                |
| 4                     | Saint-Étienne-lès-Remiremont, Saint-Nabord, Le Val-d'Ajol |
| 3                     | Éloyes                                                    |
| 2                     | Dommartin-lès-Remiremont, Plombières-les-Bains, Saint-Amé |
| 1 (+1 suppléant)      | Girmont-Val-d'Ajol, Vecoux                                |

### Présidence
À la suite des élections municipales de 2020, Jean Hingray, maire de Remiremont, est élu président de la communauté de communes. À la suite de son élection comme sénateur le 27 septembre 2020, il démissionne et Catherine Louis, maire de Dommartin-lès-Remiremont, est élue présidente. Elle est assistée au sein du bureau communautaire par neuf vice-présidents qui sont :
- André Jacquemin, 1er vice-président, délégué à la petite enfance, l’éducation et les politiques sociales ;
- Jean-Benoît Tisserand, 2e vice-président, délégué au cadre de vie, mobilité et politique de la ville et du logement ;
- Jean-Pierre Calmels, 3e vice-président, délégué au développement économique, à l’artisanat au commerce et à l’industrie ;
- Anne Girardin, 4e vice-présidente, déléguée à l’eau, l’ assainissement , la gestion des déchets ; l’urbanisme, l’aménagement de l’espace et bourg centre ;
- Michel Demange, 5e vice-président, délégué aux finances, prospectives de mutualisation et recherche de partenariats ;
- Arnaud Jeannot, 6e vice-président, délégué à la culture et aux sports ;
- Ludovic Daval, 7e vice-président, délégué au tourisme et à la communication ;
- Jean-Paul Miclo, 8e vice-président, délégué à l’environnement et au développement durable ;
- Patrick Vincent, 9e vice-président, délégué aux travaux et bâtiments publics.

Toutes les communes de la communauté de communes sont représentées au sein du bureau communautaire, sauf celle de Plombières-les-Bains.
| Période                                  | Période                                                    | Identité        | Étiquette | Qualité                                                            |
| ---------------------------------------- | ---------------------------------------------------------- | --------------- | --------- | ------------------------------------------------------------------ |
| Les données manquantes sont à compléter. |                                                            |                 |           |                                                                    |
| Janvier 2017                             | Juillet 2020                                               | Michel Demange  | DVD       | maire de Saint-Étienne-lès-Remiremont (depuis 2008)                |
| juillet 2020                             | novembre 2020 (Démission pour cause de cumul des mandats.) | Jean Hingray    | UDI-LC    | Maire de Remiremont (2016 → 2020) Sénateur à partir d'octobre 2020 |
| novembre 2020                            | En cours                                                   | Catherine Louis | DVD       | Maire de Dommartin-lès-Remiremont (2015 → )                        |

### Compétences
La communauté de communes exerce de nombreuses compétences obligatoires et optionnelles, en lieu et place des communes membres qui les lui transfèrent.

### Régime fiscal et budget
Le régime fiscal de la communauté de communes est la fiscalité professionnelle unique (FPU).

#### Budget et fiscalité 2022
En 2022, le budget de la communauté de communes était constitué ainsi (Base : Population de 21 768 habitants) :
- total des produits de fonctionnement : 7 047 000 €, soit 233 € par habitant ;
- total des charges de fonctionnement : 5 880 000 €, soit 195 € par habitant ;
- total des ressources d'investissement : 1 567 000 €, soit 52 € par habitant ;
- total des emplois d'investissement : 1 934 000 €, soit 64 € par habitant ;
- endettement : 2 839 000 €, soit 94 € par habitant.

Avec les taux de fiscalité suivants :
- taxe d'habitation : 15,62 % ;
- taxe foncière sur les propriétés bâties : 3,56 % ;
- taxe foncière sur les propriétés non bâties : 10,95 % ;
- taxe additionnelle à la taxe foncière sur les propriétés non bâties : 38,75 % ;
- cotisation foncière des entreprises (fiscalité additionnelle) : 0,00 % ;
- Cotisation foncière des entreprises (fiscalité prof. unique ou de zone) : 22,57 %;
- Cotisation foncière des entreprises (fiscalité des éoliennes) : 0,00 %.

## Projets et réalisations[12]
- Répondre à l’urgence climatique : à travers l’ORT qui prend en compte la réhabilitation de l’habitat ancien énergivore avec en transversalité :

* le PCAET (Plan climat-air-énergie territorial) dédié aux enjeux énergie-climat de demain.
* avec la GeMAPI (Gestion des milieux aquatiques et prévention des inondations) mise en place sur les deux bassins versants de la Lanterne et de la Moselle Amont côté Vosgien.
* une sensibilisation particulière sur la ressource hydrique, ou ressource en eau. La population doit prendre conscience de la situation grave du manque d’eau à venir.